# NGC 4544
NGC 4544 ist eine Linsenförmige Galaxie mit ausgedehnten Sternentstehungsgebieten vom Hubble-Typ SB0/a im Sternbild Jungfrau auf der Ekliptik. Sie ist schätzungsweise 48 Millionen Lichtjahre von der Milchstraße entfernt und hat einen Durchmesser von etwa 35.000 Lichtjahren. Unter der Katalognummer VCC 1624 ist sie als Mitglied des Virgo-Galaxienhaufens gelistet.

Im selben Himmelsareal befinden sich u. a. die Galaxien NGC 4527, NGC 4533, NGC 4538, IC 3474.
Das Objekt wurde am 27. April 1887 vom US-amerikanischen Astronomen Edward D. Swift entdeckt.